# Бондкув-Перший
Бондкув-Перший (пол. Bądków Pierwszy) — село в Польщі, у гміні Пшикона Турецького повіту Великопольського воєводства.
Населення — 183 особи (2011).
У 1975-1998 роках село належало до Конінського воєводства.

## Демографія
Демографічна структура станом на 31 березня 2011 року:
|          | Загалом | Допрацездатний вік | Працездатний вік | Постпрацездатний вік |
| -------- | ------- | ------------------ | ---------------- | -------------------- |
| Чоловіки | 83      | 20                 | 53               | 10                   |
| Жінки    | 100     | 22                 | 54               | 24                   |
| Разом    | 183     | 42                 | 107              | 34                   |